# Талимарджан (Узбекистан)
Талимарджан (узб. Talimarjon / Талимаржон) — город в Нишанском районе Кашкадарьинской области Узбекистана. В городе расположена железнодорожная станция Нишан (код ЕСР 734408). 
Статус города — с 1975 года (до этого имел статус посёлка городского типа). С 2005 года действует Талимарджанская ГРЭС. 

## Население
| 1970 | 1979 | 1989 |
| ---- | ---- | ---- |
| 4882 | 6706 | 6715 |